# 連帯債務
連帯債務（れんたいさいむ）とは、債務の目的がその性質上可分である場合において、法令の規定又は当事者の意思表示によって数人が連帯して負担する債務。債権者は、その連帯債務者の一人に対し、又は同時に若しくは順次に全ての連帯債務者に対し、全部又は一部の履行を請求することができる（民法436条（2017年改正の民法（2020年4月1日法律施行）により旧432条から繰り下げ））。
債権が独立のもので、主従の差がなく、債権者は、一人に対する債権を譲渡できる点で保証債務とは異なり、保証債務より強力な担保となる（人的担保の一種）。また、各債務は独立のものであるので、債権者は一人に対する債権を分離して他者に譲渡できる。
- 民法について以下では、条数のみ記載する。

## 概説
連帯債務の機能は、債務者を増やすことによって債権回収の確実性を担保することにある。
各債務者は、それぞれ全額の弁済義務を負い、誰か一人が全額を弁済すれば、他の債務者の債務も消滅する。しかし、各連帯債務者に対する債権は別個のものであるから、弁済等の一定の絶対的効力事由を除けば、債務者の一人について生じた事由は、他の債務者に影響を与えない（相対的効力の原則）。
一方、連帯債務者間の内部関係においては各自の負担部分が定まっており、連帯債務者の一人が弁済したときには、一定の条件のもとで他の連帯債務者に対して求償することができる。
債権者は連帯債務者の一人に対する債権を分離して譲渡できると解されている。
2017年の改正前の民法には連帯債務と不可分債務を明確に区別する規定がなかった。2017年改正の民法（2020年4月1日法律施行）では可分債務（分割債務）と連帯債務を債務の目的が性質上可分な場合、不可分債務を債務の目的が性質上不可分な場合とし、債務の目的が性質上可分で法令の規定又は当事者の合意があるときに連帯債務が成立すると整理された。

## 連帯債務の成立
連帯債務は、債務の目的がその性質上可分である場合において、意思表示又は法律の規定によって成立する。2017年改正の民法（2020年4月1日法律施行）で連帯債務は債務の目的が性質上可分な場合のみに限る整理が行われた。
1. 意思表示による連帯債務の成立
民法は分割債務を原則としているから（427条）、連帯債務を成立させるためには当事者の意思表示（特約）が必要である。
2. 法律の規定による連帯債務の成立
民法や商法等の規定によって連帯債務を負うこととされている例がある。例えば、商法511条1項は数人の者がその一人ないし全員のために商行為となる行為によって債務を負担したときは、その債務は各自が連帯して債務を負担する連帯債務になるとする。

債務者の一人について法律行為の無効又は取消原因があっても、他の連帯債務者の債務の効力に影響を及ぼさない（437条（旧433条））。

## 連帯債務の対外的効力
連帯債務の各債務者の債権者に対する関係（対外的効力）については、債権者は、連帯債務者の一人に対し、又は全員に対して同時もしくは順次に、全額の弁済を請求することができる（436条（旧432条））
なお、2017年の改正前の民法は「連帯債務者の全員又はそのうちの数人が破産手続開始の決定を受けたときは、債権者は、その債権の全額について各破産財団の配当に加入することができる」と定めていた（旧441条）。破産法第104条と同趣旨の規定で、2017年改正の民法（2020年4月1日法律施行）で連帯債務者の場合も破産法の規律に委ねることとされ削除された。

## 連帯債務の対内的効力

### 相対的効力の原則
債権者と一人の連帯債務者間に一定の事由が生じた場合の債権者と他の連帯債務者との関係（対内的効力）については、連帯債務は同一の内容の債務をその目的とするが、その契約は各債務者ごとにそれぞれ独立のものであるから、各債務者に生ずる法的効果は原則として相対的効力（相対効）しか生じない（441条（旧440条）。相対的効力の原則、債務者独立の原則）。
2017年改正の民法（2020年4月1日法律施行）で請求、免除、時効完成が相対効となった。
- 連帯債務者の一人に対する請求を絶対的効力とする旧434条は削除され、相対的効力に変更された[1][3]。
  - 連帯債務者間であっても法令の規定により連帯債務関係が生じた場合には人的関係や協働関係が希薄な場合が多く、他の連帯債務者が全く知らない間に連帯債務の一人に対する請求によって履行遅滞などの効果が生じるのは他の連帯債務者にとって酷であるためである[1][3]。
- 連帯債務者の一人に対する免除を絶対的効力とする旧437条は削除され、相対的効力に変更された[1][3]。
  - 2017年の改正前の民法では債権者が連帯債務者の一人に対しその債務を免除した場合にも、その連帯債務者の負担部分の限りで、他の連帯債務者にもその効力が及ぶとされていた（旧437条）。この規定の趣旨としては求償の循環を防ぐことなどが挙げられていた[3]。旧法では、90万円の連帯債務の場合、連帯債務者A・B・C（負担割合が平等の場合）のうちAが債権者Dから免除を受けたときには、Aは免責されるが、Aの負担割合である30万円の限度でBやCも債務を免れる（BとCは残りの60万円を連帯して履行する）とされていた[3]。しかし、連帯債務者の一人に対する免除は、あくまで免除をした連帯債務者に対するもので、債権者が他の連帯債務者の責任を軽減させる意思まで有しているとは限らないと批判されていた[1][3]。
  - 2017年改正の民法（2020年4月1日法律施行）では免除と求償を区分して規律し連帯債務の担保的機能の強化が図られた[3]。新法では免除が相対的効力となり、90万円の連帯債務の場合、連帯債務者A・B・C（負担割合が平等の場合）のうちAが債権者Dから免除を受けたときには、Aは免責されるが、BやCは引き続き90万円全額の債務を負うことになる（ただし求償関係についてはBが90万円を弁済すれば新設された445条により免除を受けたAに対して30万円求償できる）[3]。
- 連帯債務者の一人に対する時効完成を絶対的効力とする旧439条は削除され、相対的効力に変更された[1][3]。
  - 2017年の改正前の民法では連帯債務者の一人のために時効が完成したときは、その連帯債務者の負担部分については、他の連帯債務者にもその効力が及ぶとされていた（旧437条）。この規定の趣旨としては求償の循環を防ぎ決済を簡便に済ませることなどが挙げられていた[3]。しかし、時効の完成に絶対的効力を認めると、債権者は全ての連帯債務者との関係で消滅時効の完成を阻止しない限り債権を保全することができず債権者に酷であると批判されていた[1][3]。
  - 2017年改正の民法（2020年4月1日法律施行）では時効完成を相対的効力とし担保的機能の強化が図られ、求償関係については新設された445条により他の連帯債務者は時効が完成した連帯債務者に対し求償権を行使することができるとされた[3]。

なお、2017年改正の民法（2020年4月1日法律施行）では、債権者及び他の連帯債務者の一人が別段の意思を表示したときは、当該他の連帯債務者に対する効力は、その意思に従うとされており、債権者と連帯債務者の特約があれば他の連帯債務者に生じた事由についても効力を及ぼす絶対的効力（絶対効）にすることが認められている（441条ただし書）。

### 絶対的効力事由
債権者と一人の連帯債務者の間に以下の事由が生じた場合には、債権者と他の連帯債務者の間にも効力を及ぼす（絶対的効力、絶対効）。
- 弁済（代物弁済、供託を含む）
  - 連帯債務においては、債務者の人数は増えても債権者が最終的に受けるべき弁済額が増えるわけではないから、連帯債務者の一人が債務全額を弁済すれば債務はすべて消滅し、その効力は他の連帯債務者にも及ぶ。
  - また、連帯債務者の一人が債務の一部を弁済したときは、他の連帯債務者との関係でもその弁済額の限度で債務が消滅する。
- 更改（438条（旧435条））
  - 連帯債務者の一人と債権者との間に更改があったときは、債権は、すべての連帯債務者の利益のために消滅する。
- 相殺（439条（旧436条））
  - 連帯債務者の一人が債権者に対して債権を有する場合において、その連帯債務者が相殺を援用したときは、債権は、すべての連帯債務者の利益のために消滅する（1項）。
  - 債権者に対して債権を有する連帯債務者が相殺を援用しない間は、その連帯債務者の負担部分の限度において、他の連帯債務者は、債権者に対して債務の履行を拒むことができる（2項）。2017年の改正前の民法では「前項の債権を有する連帯債務者が相殺を援用しない間は、その連帯債務者の負担部分についてのみ他の連帯債務者が相殺を援用することができる。」とされていた[3]。しかし、他の連帯債務者の反対債権を自働債権として債権者に相殺権を援用できるとするのは、他人の財産権の処分で過剰な介入であると批判され、2017年改正の民法（2020年4月1日法律施行）で他の連帯債務者は債権者に対し債務の履行を拒むことができるにとどめる履行拒絶権に改められた[1][3]。
- 混同（440条（旧438条））
  - 連帯債務者の一人と債権者との間に混同があったときは、その連帯債務者は、弁済をしたものとみなされる。
  - 2017年改正の民法（2020年4月1日法律施行）では、混同も相対効にしたほうが、不法行為責任が競合する場合の責任保険との関係で被害者保護に資するという意見があったが絶対効が維持され条数変更のみとなった[3]。

## 連帯債務の求償関係

### 連帯債務者間の求償権
連帯債務者の一人が弁済をし、その他自己の財産をもって共同の免責を得たときは、その連帯債務者は、その免責を得た額が自己の負担部分を超えるかどうかにかかわらず、他の連帯債務者に対し、その免責を得るために支出した財産の額（その財産の額が共同の免責を得た額を超える場合にあっては、その免責を得た額）のうち各自の負担部分に応じた額の求償権を有する（442条1項）。
- 2017年の改正前の民法では自己の負担部分を超えない弁済等の場合の求償について明らかではなかったが、判例（大判大正6年5月3日民録3輯863頁）や通説は弁済が自己の負担部分を超えない場合でも各自の負担部分の割合で求償できるとしていた[2][1][3][4]。
- 2017年改正の民法（2020年4月1日法律施行）で、連帯債務者の一人が自己の負担部分を超えない範囲で弁済し共同の免責を得た場合にも、他の連帯債務者に対して各自の負担割合に応じて求償できることが明文化された[2]。なお不真正連帯債務については自己の負担部分を超えて賠償したときに初めて求償ができるとした判例があったが（最判昭63・7・1）、改正後の442条は不真正連帯債務にも適用されると解されている[3]。

求償は、弁済その他免責があった日以後の法定利息及び避けることができなかった費用その他の損害の賠償を包含する（442条2項）。

### 通知義務
債権者への弁済など自己の財産をもって共同の免責を得る場合、他に連帯債務者があることを知っているときは、その弁済などの前後での他の連帯債務者への通知を怠ると求償に制限を受ける（443条）。2017年改正の民法（2020年4月1日法律施行）で他の連帯債務者があることを知っている場合に限ることが明示された。
- 他の連帯債務者があることを知りながら、連帯債務者の一人が共同の免責を得ることを他の連帯債務者に通知しないで弁済をし、その他自己の財産をもって共同の免責を得た場合において、他の連帯債務者は、債権者に対抗することができる事由を有していたときは、その負担部分について、その事由をもってその免責を得た連帯債務者に対抗することができる（443条1項前段）。
  - 事前の通知義務を定めたもので、他の連帯債務者による二重払いを防ぎ、相殺権などの行使の機会を保証する規定で、2017年改正の民法（2020年4月1日法律施行）でも基本的に維持された[3]。ただし通知の内容は「債権者から履行の請求を受けたこと」 から「弁済その他自己の財産をもって共同の免責を得ること」に変更された[3]。
  - 相殺をもってその免責を得た連帯債務者に対抗したときは、その連帯債務者は、債権者に対し、相殺によって消滅すべきであった債務の履行を請求することができる（443条1項後段）。
- 弁済をし、その他自己の財産をもって共同の免責を得た連帯債務者が、他の連帯債務者があることを知りながらその免責を得たことを他の連帯債務者に通知することを怠ったため、他の連帯債務者が善意で弁済その他自己の財産をもって免責を得るための行為をしたときは、当該他の連帯債務者は、その免責を得るための行為を有効であったものとみなすことができる（443条2項）。
  - 事後の通知義務を定めたもので、通知を受けなかったために債権者に善意で二重払いしてしまった連帯債務者を保護する規定で、2017年改正の民法（2020年4月1日法律施行）でも基本的に維持された[3]。

### 償還をする資力のない者の負担部分の分担
連帯債務者の中に償還をする資力のない者があるときは、その償還をすることができない部分は、求償者及び他の資力のある者の間で、各自の負担部分に応じて分割して負担する（444条本文、過失ある求償者について同条ただし書）。

### 連帯債務者の一人との間の免除・時効完成
連帯債務者の一人に債務の免除や時効が完成があった場合においても、他の連帯債務者は、その一人の連帯債務者に対し求償権を行使することができる（445条）。

## 連帯の免除
連帯の免除（れんたいのめんじょ）とは、債権者が連帯債務者の連帯債務を負担部分までの分割債務とすることをいい、連帯債務者の一部を対象として行う相対的連帯免除と連帯債務者全員を対象として行う絶対的連帯免除がある。
2017年の改正前の旧445条は連帯の免除（相対的連帯免除）について定め、債権者が連帯債務者の一人の連帯を免除した場面で、他の一人の連帯債務者が無資力だった場合には債権者自らが分担するとしていた。しかし、連帯債務者の一人の連帯を免除したからといって他の連帯債務者が無資力の場合の負担を債権者が分担する意思を表示したとは認めがたく、債権者の意思に反するという批判があり2017年改正の民法（2020年4月1日法律施行）で削除された（旧445条と新445条は無関係）。

## 不真正連帯債務
各債務者が全額についての義務を負うが、債務者間に緊密な関係がなく、弁済及びこれと同視し得る事由を除いて、一債務者に生じた事由が他の債務者に影響しないものを、不真正連帯債務（ふしんせいれんたいさいむ）という。不真正連帯債務には負担部分がなく求償関係が当然には生じない性質のものとして連帯債務と区別されてきた。
- 法人の不法行為
法人が損害賠償債務（旧民法44条「（現）一般社団法人及び一般財団法人に関する法律78条参照」）を負う場合、理事個人も損害賠償債務（709条）を負う（大審院昭和7年5月27日判決・民集11巻1069頁）。この法人の債務と理事個人の債務は、不真正連帯債務の関係に立つとされる。
- 使用者責任
被用者の不法行為による使用者の賠償債務（715条）と、被用者の賠償債務（709条）は不真正連帯債務の関係にあるとされる。使用者が賠償をした場合は、被用者に対し求償することができる（715条3項）。
- 共同不法行為
共同不法行為（719条）において、各共同不法行為者の負う損害賠償債務は、不真正連帯債務であると解されている。一人が賠償をした場合は、不法行為者同士の間における負担割合に応じて他の共同不法行為者に対して求償することができる。

2017年改正の民法（2020年4月1日法律施行）では連帯債務の絶対的効力事由を極力限定し、不真正連帯債務を連帯債務に取り込むよう改正され、求償のルールは不真正連帯債務にも適用されるよう整備された。